# 卡亚 (南苏丹)
卡亞（Kaya）是南蘇丹南端的小鎮，由中赤道州負責管轄，位於與烏干達接壤的邊界上，處於首都朱巴以南約220公里，是繁忙的商業中心，販商來自南蘇丹、烏干達和剛果民主共和國。

## 外部連結
- Location of Kaya, South Sudan At Google Maps
- Gurtong Peace Project with information about South Sudan